# Margareta Gruber

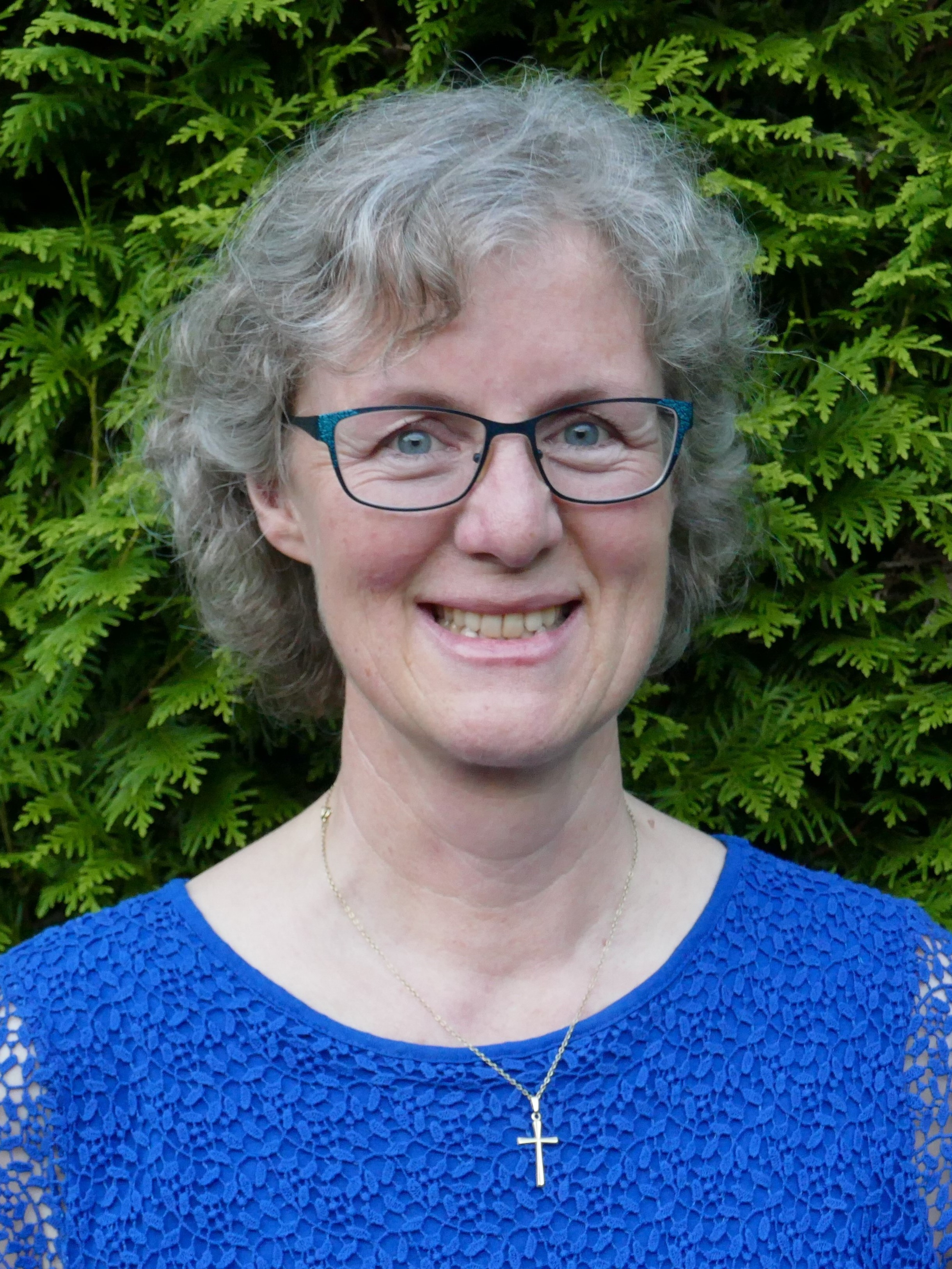
Margareta Gruber in 2018

Margareta Gruber OSF (* 23. Dezember 1961 in Saulgau als Brigitte Gruber) ist eine deutsche Ordensschwester, römisch-katholische Theologin und Hochschullehrerin.

## Leben
Margareta Gruber studierte von 1980 bis 1987 Germanistik und katholische Theologie an der Universität Tübingen sowie an der theologischen Fakultät der Dormitio-Abtei in Jerusalem. Das Diplom in katholischer Theologie erwarb sie 1987 mit einer Arbeit im Fach Altes Testament bei Walter Groß. Von 1983 bis 1987 war sie Stipendiatin der bischöflichen Studienförderung Cusanuswerk. Im Mai 1991 wurde ihr der Dr. Leopold Lucas-Nachwuchswissenschaftler-Preis an der Universität Tübingen verliehen. 1997 wurde sie an der PTH Sankt Georgen mit der Arbeit „Herrlichkeit in Schwachheit. Eine Auslegung der Apologie des Zweiten Korintherbriefs 2 Kor 2,14-6,13“ (Betreuer: Norbert Baumert) zur Dr. theol. promoviert.
Seit Sommersemester 1999 lehrte sie als Dozentin für Neues Testament an der Philosophisch-Theologischen Hochschule (PTHV) in Vallendar bei Koblenz. Nach der Habilitation am 5. Juni 2007 an der PTH Vallendar wurde ihr die Venia legendi für Neutestamentliche Exegese und Biblische Theologie verliehen. Im Wintersemester 2007/2008 und Sommersemester 2008 vertrat sie den Lehrstuhl Neues Testament an der Universität Augsburg. Seit Sommersemester 2008 lehrt sie als Professorin für Neutestamentliche Exegese und Biblische Theologie an der PTH Vallendar (seit Dezember 2021: Vinzenz Pallotti University). Von August 2009 bis Juli 2013 war sie beurlaubt für den Laurentius-Klein-Lehrstuhl für Biblische und Ökumenische Theologie (gefördert durch das BMBF) an der Abtei Dormitio Mariae, in Verbindung mit der Theologischen Fakultät des Pontificio Ateneo Sant’Anselmo in Rom und als Dekanin des Theologischen Studienjahres Jerusalem sowie Langzeitdozentin des DAAD in Jerusalem. Ab April 2015 war sie bis 2021 Dekanin der Theologischen Fakultät der PTH Vallendar.
Ihre Arbeitsschwerpunkte sind das Johannesevangelium, die Offenbarung des Johannes, die Bibel im interreligiösen Kontext, Exegese und biblische Spiritualität, Biblische Hermeneutik und Intertextualität.
Von 2007 bis 2017 war sie Beraterin der Unterkommission der Pastoralkommission der Deutschen Bischofskonferenz „Frauen in Kirche und Gesellschaft“. Seit 2016 ist sie Mitglied des Eastern European Liaison Committee der Studiorum Novi Testamenti Societas (SNTS). Seit 2018 ist sie im Herausgeberteam der internationalen Zeitschrift Concilium.
Margareta Gruber ist Franziskanerin von Sießen.

## Schriften (Auswahl)
- mit Norbert Baumert: Paulus und die Liebe. Zur Beziehung der Geschlechter. Johannes-Verlag, Leutesdorf 1993, ISBN 3-7794-1275-6.
  - mit Norbert Baumert: Nő és férfi Szent Pál leveleiben. Egy félreértés tisztázása. Lámpás K., Abaliget 1995, ISBN 963-759325X.
- Herrlichkeit in Schwachheit. Eine Auslegung der Apologie des Zweiten Korintherbriefs 2 Kor 2,14–6,13 (= Forschung zur Bibel. Band 89). Echter, Würzburg 1998, ISBN 3-429-02041-7, (zugleich Dissertation, PTH Sankt Georgen 1997).
- als Herausgeberin mit Joachim Schmiedl: Für ein ganzes Leben. Philosophische und theologische Überlegungen zur Dauerhaftigkeit von Lebensentscheidungen (= Pallottinische Studien zu Kirche und Welt. Band 6). EOS-Verlag, Sankt Ottilien 2003, ISBN 3-8306-7169-5.
- mit Georg Steins: Mit Gott fangen die Schwierigkeiten erst an (= Münsterschwarzacher Kleinschriften. Band 17). Vier-Türme-Verlag, Münsterschwarzach 2005, ISBN 3-87868-647-1.
- Gottes-Sehnsucht. Einübungen in franziskanische Spiritualität. Kösel, München 2005, ISBN 3-466-36692-5.
- als Herausgeberin mit Stefan Kiechle: Gottesfreundschaft. Ordensleben heute denken. Echter, Würzburg 2007, ISBN 978-3-429-02921-0.
- als Herausgeberin mit Joachim Negel: Figuren der Offenbarung. Biblisch – Religionstheologisch – Politisch (= Jerusalemer theologisches Forum. Band 24) (= Ökumenische Beiträge aus dem Theologischen Studienjahr Jerusalem. Band 1). Aschendorff, Münster 2012, ISBN 978-3-402-11025-6.
- Die Sternenfrau in der Johannesoffenbarung - Urbild der erlösten Menschheit. Eine katholische und ökumenische Interpretation von Offb 12,1-17. Adlerstein-Verlag, Wiesmoor 2018, ISBN 3-945462-84-3.